# Tillandsia

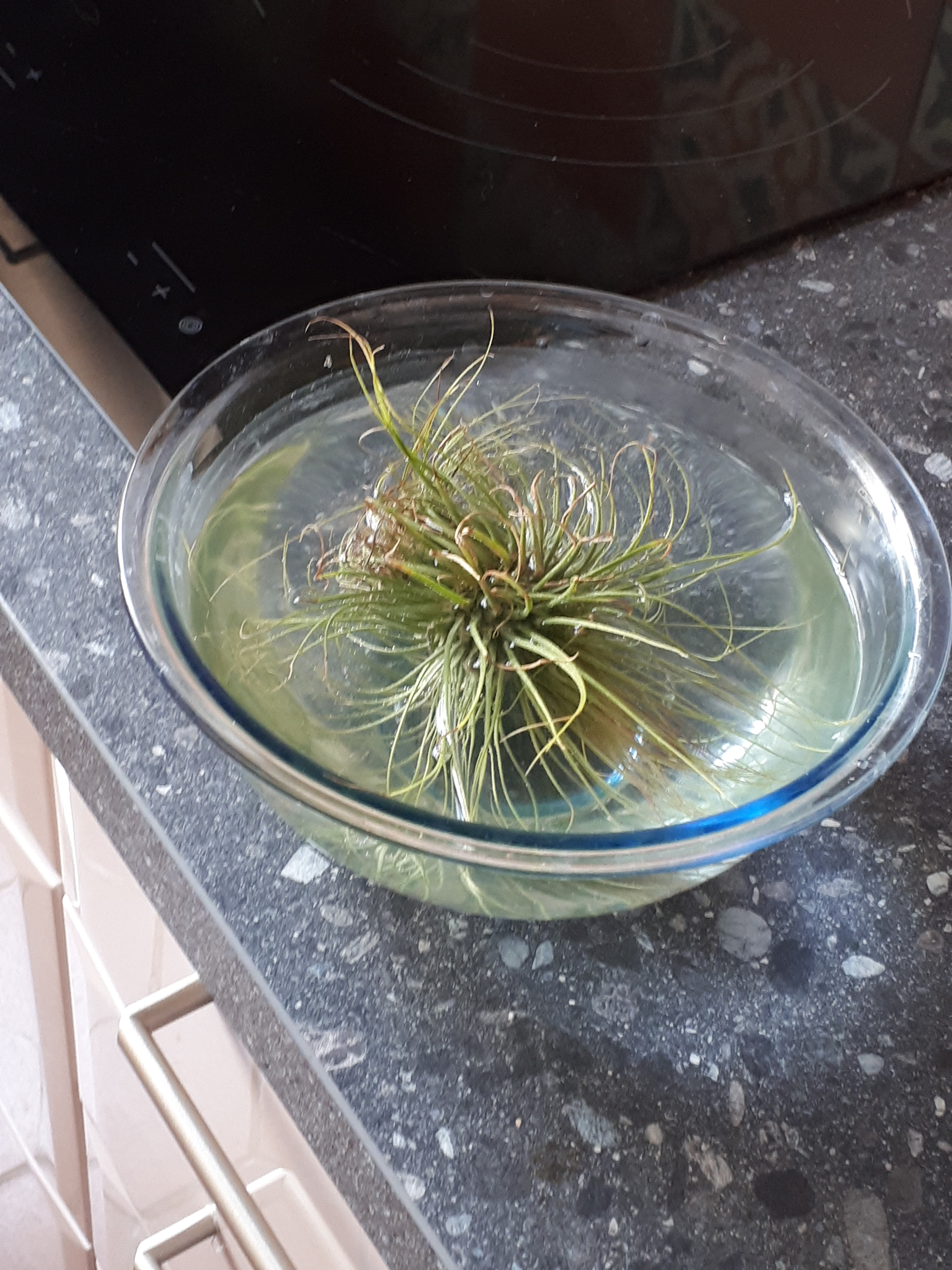
Tillandsia remojando

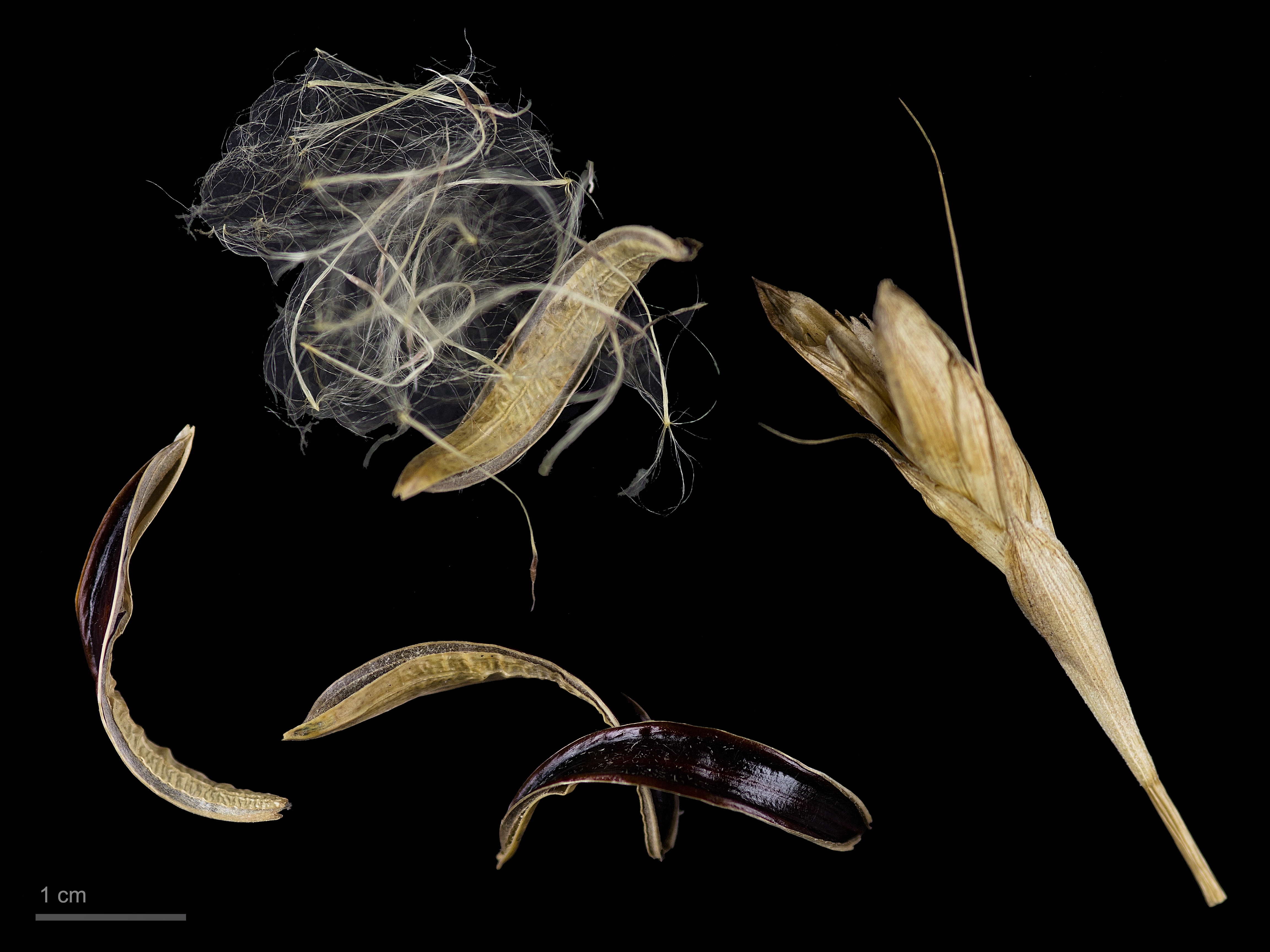
Tillandsia schiedeana

Tillandsia es un género de plantas mayoritariamente epifitas que, con más de seiscientas cincuenta especies aceptadas, es el más diverso de la  familia Bromeliaceae. Se encuentran en los desiertos, bosques y montañas de Centroamérica, Sudamérica, en México y el sur de Estados Unidos en Norteamérica.
La mayoría de los miembros de este género, llamados vulgarmente plantas del aire o claveles del aire son plantas que crecen enlazadas por las raíces a los árboles. Las raíces les sirven únicamente como sujeción, tomando el agua y los nutrientes del aire, a través de las hojas.

## Descripción
Son plantas herbáceas perennes que exhiben una multitud de diferencias fisiológicas y morfológicas con otras plantas. Al tener hábitats que varían desde epífitas y saxícolas ,  presentan ciertas adaptaciones, como sistemas de raíces diseñados para anclarse a otras plantas o sustratos, y tricomas modificados para la ingesta de agua y nutrientes. Algunas de las especies, como la mayoría de las Bromeliaceae, tienen hojas en roseta formando un embudo para recolectar agua.
El color de la flor varía: existen flores rojas, amarillas, moradas y rosadas, y se conocen flores multicolores. El follaje de una planta de aire también puede cambiar de color cuando florece, lo que atrae a los polinizadores. Las flores son hermafroditas, trímeras, con doble perianto. Los tres sépalos libres son simétricos y puntiagudos. Las semillas tienen un vilano que les permite ser transportadas por el aire.

## Usos y cultivo
Las Tillandsias, como otras bromelias, pueden multiplicarse a través de la polinización y la formación de semillas. Debido a que las Tillandsias no son autofértiles, el polen debe provenir de otra planta de la misma especie. Dependiendo de la especie, las Tillandsias pueden tardar meses o incluso años en florecer. Después de la floración, la planta forma brotes y muere.
En general, las variedades con hojas delgadas crecen en áreas lluviosas y las variedades con hojas gruesas en áreas más propensas a la sequía. La mayoría de las especies absorben la humedad y los nutrientes a través de las hojas de la lluvia, el rocío, el polvo, las hojas en descomposición y los restos de insectos, ayudadas por estructuras llamadas tricomas. Las plantas aéreas están ganando popularidad como planta de interior de bajo mantenimiento. Debido a su sistema de raíces mínimo y otras adaptaciones, generalmente no requieren riego frecuente, no más de cuatro veces por semana, permitiendo que la planta se seque por completo antes de volver a regar.
La cantidad de luz requerida depende de la especie; en general, las Tillandsias con polvo plateado y follaje rígido requerirán más luz solar que las Tillandsias con follaje más suave. Por lo general, necesitan una luz fuerte. En verano, prefieren la sombra de un árbol en las horas más calurosas. Las plantas se ven comúnmente montadas, colocadas en un terrario o simplemente en conchas marinas como piezas decorativas. Para las especies llamadas "aéreas" (la mayoría de las especies comunes en curtido excepto Tillandsia cyanea), es decir, aquellas cuyas raíces se transforman en crampones sin ningún poder de absorción, el riego se realiza mediante las hojas en forma de pulverizaciones frecuentes o remojando brevemente la planta en un recipiente lleno de agua. Se recomienda agua no calcárea.

## Taxonomía
El género fue descrito por Carlos Linneo y publicado en Species Plantarum 1: 286. 1753.
Etimología
Este género fue nombrado por Carlos Linneo en 1738 en honor al médico y botánico finlandés Dr. Elias Tillandz (originalmente Tillander) (1640-1693).

## Lista de especies
Anexo:Especies de Tillandsia

## Nombre común
- Tilansia, clavel del aire, musgo español, "paistle".